# Union Sportive Franco-Arabe de Tlemcen
 (octobre 2021).
La mise en forme du texte ne suit pas les recommandations de Wikipédia : il faut le « wikifier ».
Les points d'amélioration suivants sont les cas les plus fréquents. Le détail des points à revoir est peut-être précisé sur la page de discussion.
- Les titres sont pré-formatés par le logiciel. Ils ne sont ni en capitales, ni en gras.
- Le texte ne doit pas être écrit en capitales (les noms de famille non plus), ni en gras, ni en italique, ni en « petit »…
- Le gras n'est utilisé que pour surligner le titre de l'article dans l'introduction, une seule fois.
- L'italique est rarement utilisé : mots en langue étrangère, titres d'œuvres, noms de bateaux, etc.
- Les citations ne sont pas en italique mais en corps de texte normal. Elles sont entourées par des guillemets français : « et ».
- Les listes à puces sont à éviter, des paragraphes rédigés étant largement préférés. Les tableaux sont à réserver à la présentation de données structurées (résultats, etc.).
- Les appels de note de bas de page (petits chiffres en exposant, introduits par l'outil «  Source ») sont à placer entre la fin de phrase et le point final[comme ça].
- Les liens internes (vers d'autres articles de Wikipédia) sont à choisir avec parcimonie. Créez des liens vers des articles approfondissant le sujet. Les termes génériques sans rapport avec le sujet sont à éviter, ainsi que les répétitions de liens vers un même terme.
- Les liens externes sont à placer uniquement dans une section « Liens externes », à la fin de l'article. Ces liens sont à choisir avec parcimonie suivant les règles définies. Si un lien sert de source à l'article, son insertion dans le texte est à faire par les notes de bas de page.
- La présentation des références doit suivre les conventions bibliographiques. Il est recommandé d'utiliser les modèles {{Ouvrage}}, {{Chapitre}}, {{Article}}, {{Lien web}} et/ou {{Bibliographie}}. Le mode d'édition visuel peut mettre en forme automatiquement les références.
- Insérer une infobox (cadre d'informations à droite) n'est pas obligatoire pour parachever la mise en page.

Pour une aide détaillée, merci de consulter Aide:Wikification.
Si vous pensez que ces points ont été résolus, vous pouvez retirer ce bandeau et améliorer la mise en forme d'un autre article.
Pour les articles homonymes, voir Tlemcen.
Maillots
L'Union Sportive Franco-Arabe de Tlemcen (en arabe : الأتحاد الرياضي للفرنسيين و العرب تلمسان), plus couramment abrégé en USFA Tlemcen, est un club algérien de football fondé en 1919 puis disapru en 1956, et situé dans la ville de Tlemcen.
Il évoluait au stade du Grand Bassin de Tlemcen (actuellement stade des Trois-Frères-Zerga).

## Histoire
l'Union Sportive Franco-Arabe de Tlemcen est créée en 1919 dans la ville de Tlemcen, par des colons européens qui étaient des amateurs de sport et de football.
Les responsables du club ont fait de l'USFAT un club mixte arabe et français européens.

## Palmarès

### Section football
| Compétitions nationales                                                                     |
| ------------------------------------------------------------------------------------------- |
| - Ligue d'Oran de Football Association,: - Division Promotion d'honneur : - Champion : 1934 |

### Classement en championnat d'Oranie par année
- 1920-21 :
- 1921-22 :
- 1922-23 :
- 1923-24 :
- 1924-25 :
- 1925-26 :
- 1926-27 :
- 1927-28 :
- 1928-29 :
- 1929-30 :
- 1930-31 :
- 1931-32 :
- 1932-33 :
- 1933-34 : Promotion d'Honneur, 1re Champion
- 1934-35 : Promotion d'Honneur, 6e
- 1935-36 : Promotion d'Honneur, ?e
- 1936-37 : Promotion d'Honneur, 4e
- 1937-38 : Promotion d'Honneur, 2e
- 1938-39 : Promotion d'Honneur, 3e
- 1939-40 :
- 1940-41 :
- 1941-42 :
- 1942-43 :
- 1943-44 :
- 1944-45 :
- 1945-46 :
- 1946-47 : Promotion d'Honneur, 2e
- 1947-48 : Division d'Honneur, 11e
- 1948-49 : Division d'Honneur, 5e
- 1949-50 : Division d'Honneur, 4e
- 1950-51 : Division d'Honneur, 11e
- 1951-52 : Division d'Honneur, 11e
- 1952-53 : Promotion d'Honneur, 4e
- 1953-54 : Promotion d'Honneur, 8e
- 1954-55 : Promotion d'Honneur Gr.Ouest, 8e
- 1955-56 : Promotion d'Honneur Gr.Ouest, ?e

## Anciens joueurs
Quelques joueurs qui ont marqué l'histoire de l'Union Sportive Franco-Arabe de Tlemcen.
- Abdelkader Benzaoui

## Personnalités du club

### Président du Club
- André Mauxion